# Pissonotus striolus
Pissonotus striolus är en insektsart som beskrevs av Henry Fairfield Osborn 1935. Pissonotus striolus ingår i släktet Pissonotus och familjen sporrstritar. Inga underarter finns listade i Catalogue of Life.